# Sulfit de calci
El sulfit de calci és una sal càlcica amb la fórmula CaSO₃· H₂O. És empleat com a conservant en els aliments d'indústria el codi és E 226. També s'usa com conservant de begudes com vi, sidra, sucs de fruita, fruita enllaunada, etc.

## Propietats
Es tracta d'una pols blanca, no estable que reacciona amb l'oxigen produint sulfat de calci. Igual que altres sulfits de metalls reacciona amb àcids per produir diòxid de sofre (un gas irritant) en forma gasosa i aigua. És pràcticament insoluble en aigua, en canvi es dissol en l'etanol donant Òxid de sofre↦ SO. Las propietats més característiques del sulfit de calci són:
Massa molar: 120,14 g/mol. Solubilitat en aigua : 0.0043 g/100 mL, 18 °C.
És una oxosal formada per: 1 àtom de calci. 2 àtoms de sofre. 3 àtoms de oxigen.
Ca Calci +2 Metall
S Sofre -2, +2, +4, +6 No-metall
O Oxigen -2 No-metall

## Usos i aplicacions
El sulfit de calci és un conservant sintètic present en multitud d'aliments com ara:
- Carns.
- Peix i marisc.
- Begudes: vi, cervesa, refrescs, etc.
- Adobats, olives, etc.

## Esdeveniments naturals
Oldhamita és el nom per la forma minereològica de CA. És un component estrany d'alguns meteorits i té la importància científica a la recerca de la nebulosa solar. La incineració de abocadors de carbó també pot produir el compost.

## Reactivitat
El sulfit de calci es descompon amb el contacte amb l'aigua, l'aire humit inclòs, donant una mescla de Ca (SH), Ca (AH) i Ca (SH) (AH).
CAS + HO → Ca (SH) (AH)
Ca (SH) (AH) + HO → Ca (AH) + HS
La llet de calç, Ca (AH), reacciona amb el sofre elemental per donar "sofre de la calç", que s'ha usat com insecticida. L'ingredient actiu és probablement polisulfit de calci,i no CA. Reacciona amb àcids com l'àcid clorhídric per deixar anar el gas del sulfit d'hidrogen tòxic.
CA + 2 HCl → CaCl + HS

## Síntesis
Una manera de fer sulfit de calci en el laboratori es en una reacció de precipitació entre clorur de calci i sulfit de sodi. CaCl₂ + Na2SO₃ + → CAS₃ 2NaCl
Quan es crema el carbó o un altre combustible fòssil el subproducte es coneix com a gas de combustió. Això sovint conté diòxid de sofre SO₂ des de la inicial de sofre contingut en el combustible, l'emissió està estrictament regulada per l'EPA per evitar que la pluja àcida, i ha de ser esborrat abans que els gasos restants s'emeten a través de la xemeneia. La forma més econòmica de fregar el SO₂ dels gasos de combustió es realitza a través de Ca (OH) 2 calç hidratada o pedra calcària CaCO₃.
El que succeeix en la rentada de pedra calcària és la següent reacció global: https://wikimedia.org/api/rest_v1/media/math/render/svg/1d0a7a80686d10d74f0730a13b8413864467f15a

## Efectes secundaris
En dosis baixes provoca irritacions en el tub digestiu i fa inactiva la vitamina B. En consum regular podria produir avitaminosi (dèficit de vitamines a l'organisme). En grans dosis poden provocar dolors al cap, nàusees, vòmits, al·lèrgia, irritació de bronquis i asma.